# Tekkō

Tekkō en forme d'étrier

Le tekkō (鉄甲,  鉄 Tetsu : "fer",甲 Kō "cambrure") est une arme blanche faisant partie de l'arsenal du kobudō originaire d'Okinawa,. Cette arme ressemble à des étriers ou à des fers à cheval croisés (soudés ou maintenus ensemble par de la corde), et se rapproche du poing américain.
Contrairement à la majorité des armes du kobudō, celle-ci ne résulte pas du détournement d'un outil du milieu agraire asiatique à des fins de défense (comme par exemple la bêche ou la rame). C'est un objet qui a été conçu exclusivement pour se défendre.
Cette arme permet d'obtenir, par sa masse et le prolongement du poing, une plus grande force d'impact. Elle agit aussi comme protecteur de la main.

## Histoire
Le tekkō est originaire du Sud-Est Asiatique. Il semble que sa création ait été inspirée de plusieurs autres armes de la même famille comme :
- le vajra-mushti de la péninsule indienne ;
- le Bagh-nakh du nord de l'Inde (pakistan) ;
- les Yue Liang Shuang Dao (anneaux Shuang Yue) des arts martiaux chinois ;
- le Tie quan chinois(鐵拳, (Pinyin) poing de fer)[4] ;

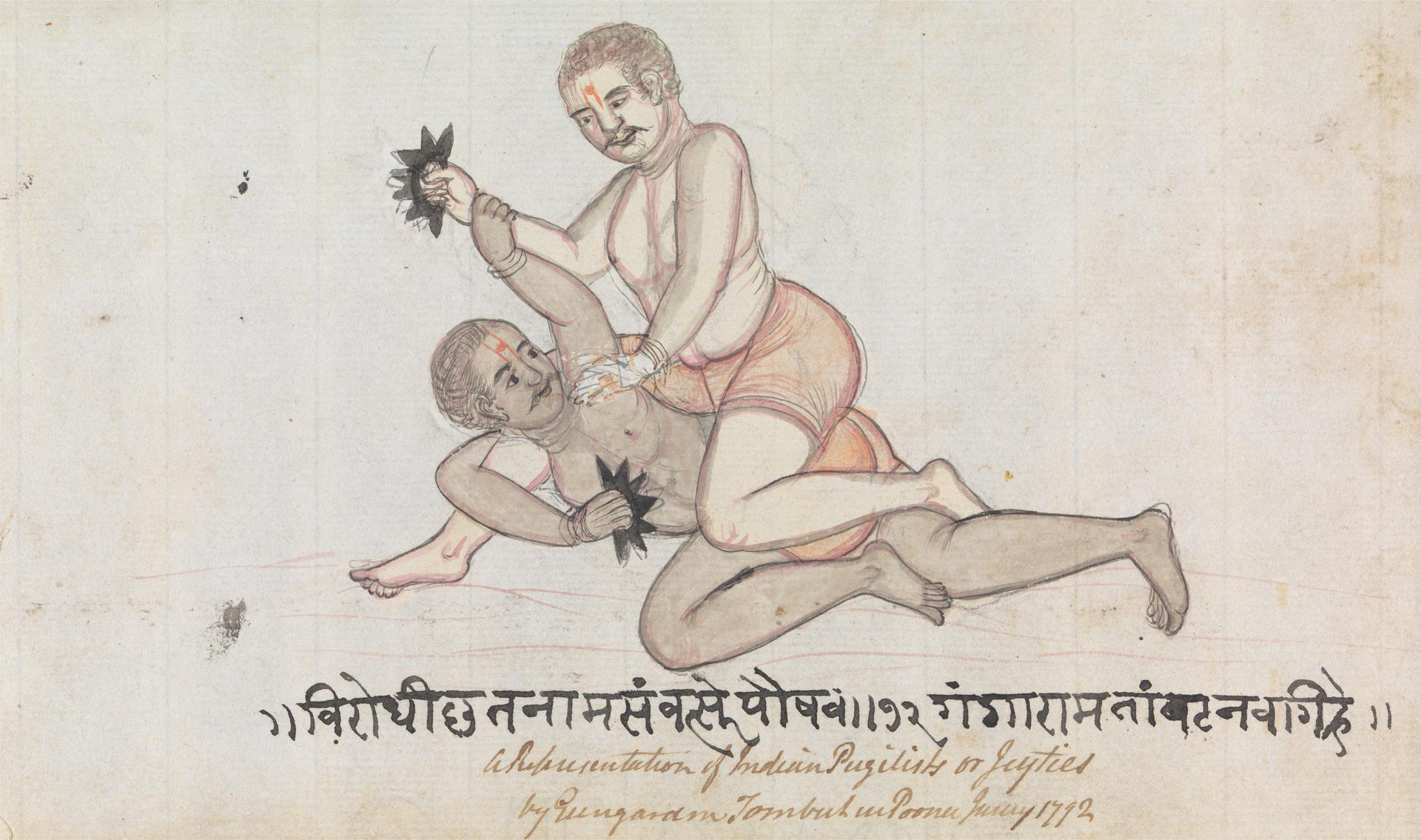
Dessin de combattants Indien portant des vajra-mushti (1792 A.D.).

Le tekkō semble être l'élaboration ultime d'un objet originaire de la péninsule indienne (vajra-mushti) ayant été modifié une première fois en chine (tie quan) pour être adapté aux arts martiaux d'Okinawa.

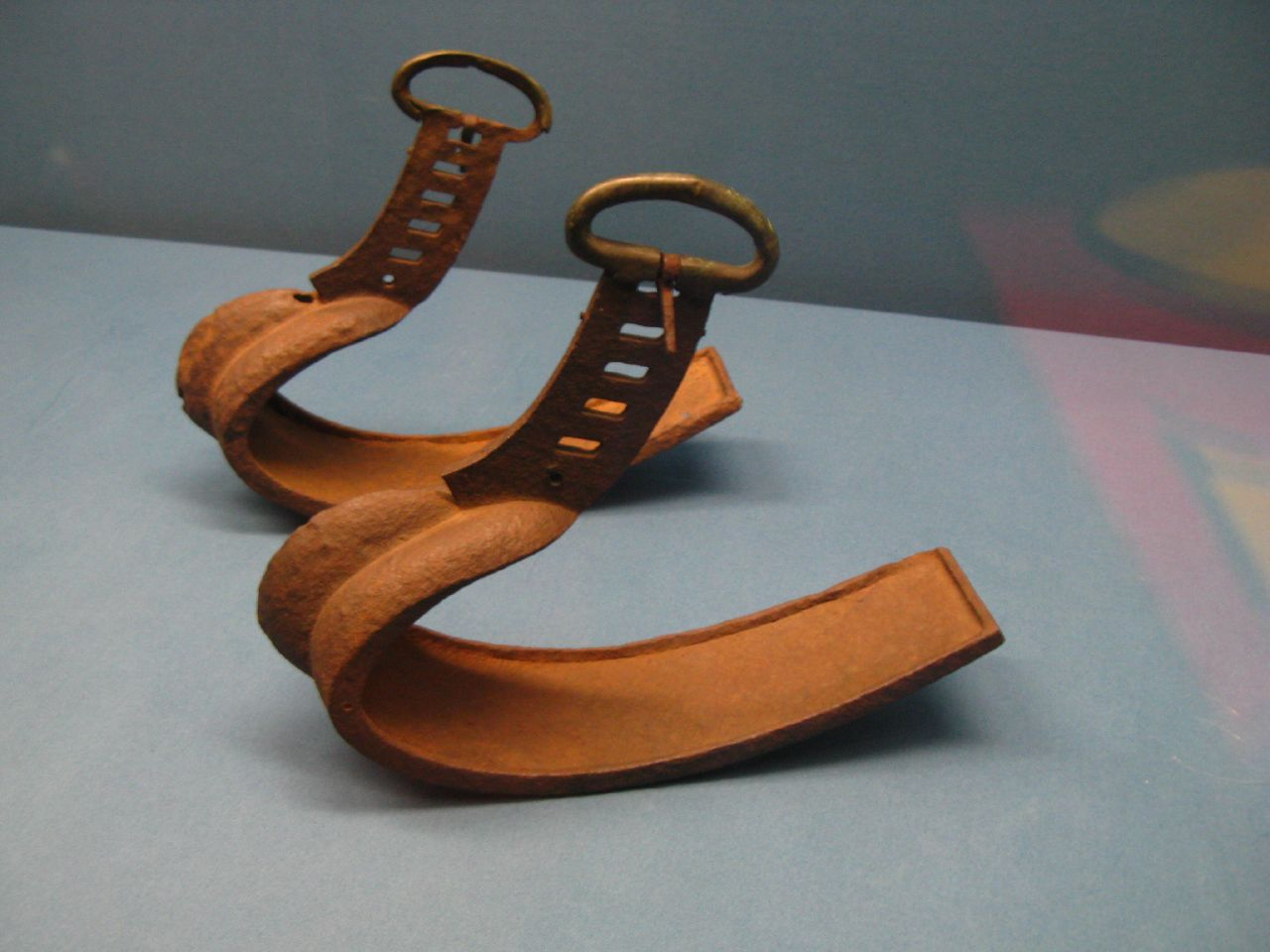
Étrier Japonais : Abumi

Le rapprochement de ses origines avec l'étrier de style européen n'est probablement que fortuite, car les étriers utilisés avant le XIXe siècle sur l'île d'Okinawa (et plus largement au Japon), appelés abumi (鐙), ressemblaient plutôt à des sabots ouverts sur les cotés, surmontés d'une boucle. Il est plus probable que les Tie Quan soient leur ancêtre.

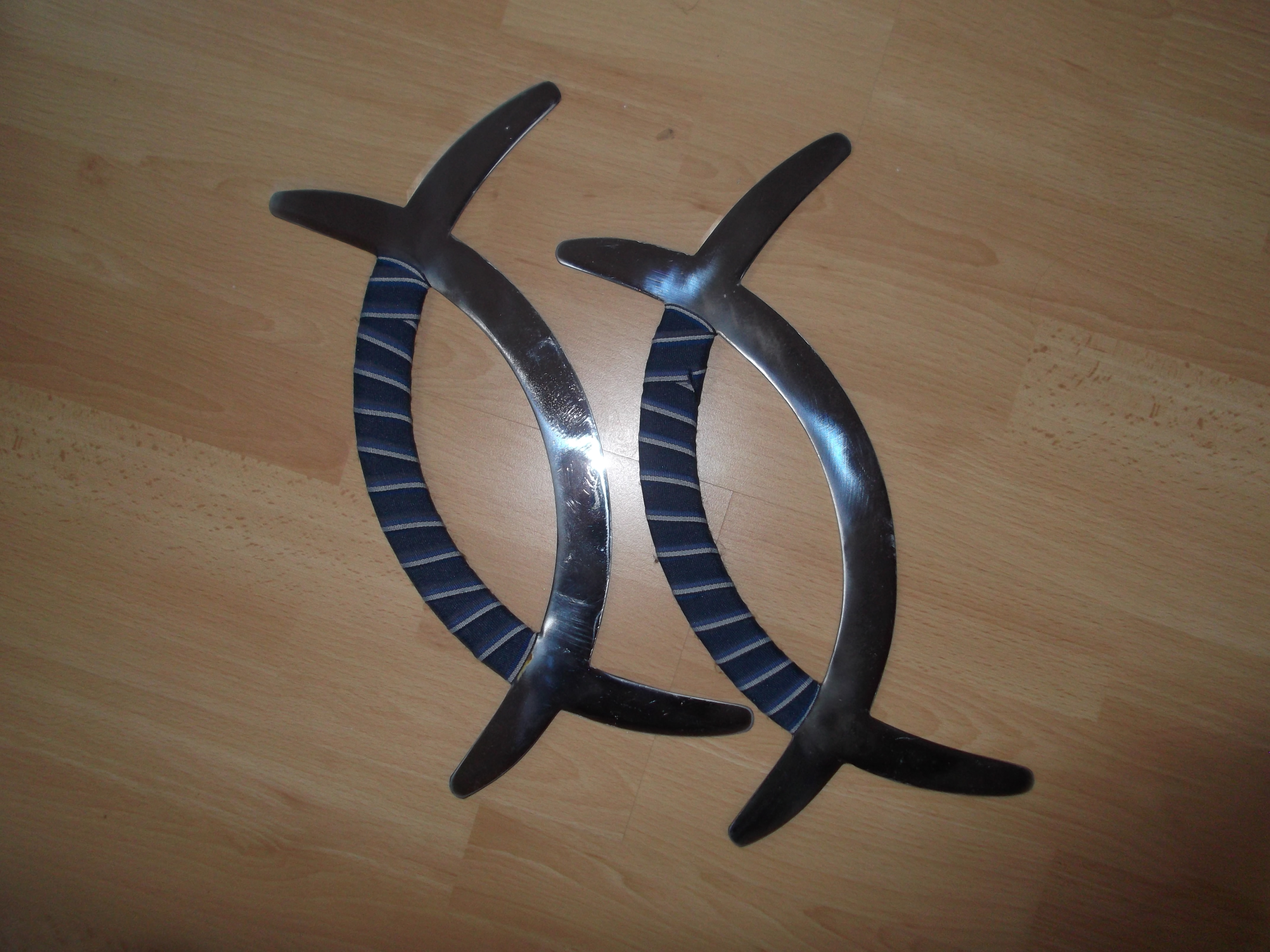
Shuang Yue

La forme en croissant de lune est plus proche de l'imagerie de deux fers à cheval entrecroisés, même si en chine les anneaux Shuang Yue leur préexiste, il n'est pas improbable que de vieux fers aient pu être détournés de leur fonction première, mais ce matériau était relativement rare sur l'île d'Okinawa avant le XVIIIe siècle, ce qui en fait une option peu probable.
Le célèbre poing américain est probablement l'héritier moderne de ces nombreux prédécesseurs, qui prendrait source auprès des immigrés asiatiques du début du XIXe siècle,.

## Pratique martiale
Trois kata issu du kobudō d'Okinawa utilisent le tekkō,
| Nom du kata en Okinawaien (ou en Japonais) | Graphie    | Filiation        | École / courant |
| ------------------------------------------ | ---------- | ---------------- | --------------- |
| Katanchaa no tekkō                         | 傾人の鉄甲 | Tawada Shinchin  | Ryukonkai       |
| Meezatu nu tekkō (ou Miyazato no Tekkō)    | 前里の鉄甲 | Taira Shinken    | Ryukyu Kobudo   |
| Tikkuu no kata (ou Tekkō no kata)          | 鉄甲の型   | Matayoshi Shinpo | Okinawa Kobudo  |

## Législation

### France
En France, le tekkō est assimilé au coup-de-poing américain (classé comme armes de catégorie D). Il est vendu librement aux personnes majeures, mais son port est interdit et son transport n'est autorisé qu'avec un « motif légitime ».
Selon le décret no 2013-700 du 30 juillet 2013 établissant une nouvelle classification des armes en quatre catégories (A, B, C et D), les coups-de-poing américains entrent dans les armes de catégorie D.